# Fratelli Buratti Editori
Fratelli Buratti Editori è stata una casa editrice italiana con sede a Torino, attiva negli anni Venti e Trenta.
Nel 1927 nacque la casa editrice "Fratelli Ribet Editori", fondata da Sandro, Giuseppe e Mario Ribet e Mario Gromo. Nel 1929 Battista e Domenico Buratti divennero proprietari della casa editrice, rinominandola "Fratelli Buratti": il direttore rimase Mario Gromo, già direttore ai tempi della Ribet. L'editrice ebbe un discreto successo con la collana Scrittori contemporanei, curata dallo stesso Gromo; vennero pubblicate opere di Michele Biancale, Emilio Servadio, Giovanni Battista Angioletti (il cui Il giorno del giudizio, edito da Ribet, vinse il Premio Bagutta 1927), Eugenio Montale, Corrado Alvaro, Cesare Giardini, Guido Piovene, Piero Ravasenga, Adriano Grande, Scipio Slataper, Vittorio Lugli, Leo Ferrero, Nicola Moscardelli e Paola Malvano. La Fratelli Buratti chiuse l'attività nel 1932.